# LUNAR DREAM CAPSULE PROJECT
LUNAR DREAM CAPSULE PROJECT（ルナ・ドリーム・カプセル・プロジェクト）は、かつて大塚製薬、アストロスケール、アメリカのアストロボティック社によって構成されるLUNAR DREAM実行委員会の主導で進行していた民間による月面着陸計画である。38万kmの彼方の月へポカリスエット型のタイムカプセルを送る予定で、カプセルに同封するメッセージを募集していた。

## 概要
月面にポカリスエット型のカプセルを送ることを目標としており、プロジェクトは2014年5月15日に開始された。
応募者からのメッセージを刻んだプレートと、ポカリスエットの粉末が封入されたLUNAR DREAM CAPSULEとよばれるポカリスエット型のカプセルを送り込むとしている。当初は、民間による最初の月面着陸を目指すGoogle Lunar X PrizeのAstrobotic Technologyのグリフィン着陸船に相乗りする形で月面到達を予定していた。
技術面では東京大学、九州大学、九州工業大学、由紀精密、海内工業、電化皮膜工業が参画した。
当初は打ち上げは2015年10月に予定していたが、後に着陸船の新技術搭載のためという理由で2016年夏に延期された。しかし、Google Lunar X Prize自体が2018年3月に期限切れで終了したため、グリフィン着陸船の製造は中止され、打ち上げは行われなかった。
その後も、アストロボティック社は独自に月着陸船の開発を継続しており、より小型のペレグリン着陸船を用いて行うPeregrine Mission Oneにて、他のペイロードとともにカプセルを月面に到達させる予定となった。打ち上げは2023年第1四半期に、ヴァルカン・セントールロケットで行われる予定であったが、最終的には2024年1月8日に打ち上げられた。
ロケットは打ち上げには成功したもののその後燃料漏れが発生、燃料減少により月への着陸を断念し、米国時間の1月19日午後4時頃に大気圏に突入した。これにより、2014年から約10年続いたルナ・ドリーム・カプセルプロジェクトは、失敗という形で幕を閉じた。